# Dübener ei

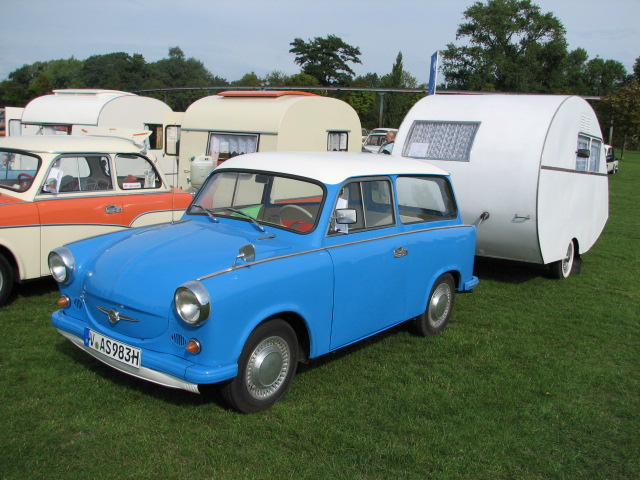
Trabant Kombi met Würdig 301-2 (Dübener ei)

De Würdig 301 (in de late DDR Würdig 301-2), in de volksmond Dübener ei genaamd, is een van de lichtste caravans.

## Geschiedenis
De geschiedenis van de Würdig 301 begon in 1936 in Bad Düben (Saksen) en eindigde met de aflevering van het laatste exemplaar in 1990. De constructeur Max Würdig schiep met deze aerodynamische vorm een blijvend silhouet voor de daarop volgende vijf decennia. Toen Würdig met zijn vriendin wegens het ontbreken van een huwelijksbewijs geen overnachtingsmogelijkheid in een hotel kreeg, kwam hij op het idee voor een onafhankelijk reisverblijf, om niet meer op de onzekere gastvrijheid van derden te zijn aangewezen.
In die tijd waren soortgelijke caravans, die echter geen stahoogte boden, onder de naam teardrop-aanhanger populair in de Verenigde Staten. Amerikaanse tijdschriften publiceerden bouwtekeningen voor zelfbouw.
De populariteit van de kleine en lichte caravan nam spoedig toe en zo kwam het in de jaren 30 tot een kleine serieproductie, die in de Tweede Wereldoorlog volledig tot stilstand kwam. Eind jaren 50 nam Max Würdig's zoon, Karl-Bernhard Würdig, het bedrijf over.

## VEB Campingwohnwagen

### Uitrusting en aanschafprijs
De Würdig 301 is een eenassige aanhanger met lichte opbouw en een leeggewicht van 270 tot 300 kg bij maximaal 130 kg laadgewicht. De afmetingen varieerden licht en bedroegen ongeveer 380 cm (lengte) × 172 tot 175 cm (breedte)× 210 tot 215 cm (hoogte). De opbouw was een houtconstructie bekleed met glasvezelversterkte houtvezels, de binnenbekleding van multiplex. Tot de uitrustingen behoorden een gasfornuis, een kledingkast evenals een tafel met tweedelige zithoek, die samengevoegd kon worden tot een tweepersoons bed. Optioneel kon de woonruimte uitgebreid worden met een afsluitbare voortent. De prijs bedroeg medio jaren 60 ongeveer 5000 Oost-Duitse mark en steeg tot 1990 tot ongeveer 6500 mark. Dat kwam ongeveer overeen met de helft van een doorsnee jaarinkomen.

### Serieproductie
De eerste na-oorlogse serie ging in 1955 in de DDR in productie, tot begin jaren 60 nog zonder voorruit en met 16 inch velgen. Van tevoren werden slechts enkele prototypes gemaakt met ronde (vooroorlogse) achterkant en een ongenummerd chassis. Daar de centraal geleide economie van de DDR niet voorzag in de levering van materialen voor de caravanbouw, was de uitgangspositie moeilijk, vooral voor een particulier bedrijf dat afhankelijk bleef van de staat voor de toewijzing van materialen. Intussen verlieten jaarlijks nog geen tien caravans het kleine bedrijf waar 12 personen werkzaam waren. Medio jaren 60 werd de jaarlijkse productie verhoogd naar 20 tot 40 stuks. Met de omvorming tot een staatsbedrijf en de naamswijziging in VEB Campingwohnwagen Bad Düben in 1972 kwam het nogmaals tot een stijging tot maximaal 90 stuks per jaar. 

### Inconsistente voertuignummering
De serievoertuigen werden doorlopend genummerd, maar met een wisselend systeem. Het chassisnummer was tot eind jaren 50 driecijferig, waarbij sinds halverwege de jaren 50 het eerste cijfer de productiemaand en de twee laatste cijfers het productiejaar aangaven. Begin jaren 60 werd het chassisnummer viercijferig. De twee laatste cijfers gaven als voorheen het productiejaar aan, de twee eerste cijfers vanaf dat moment het aantal, verband houdend met het sinds 1955 geproduceerde aantal. In 1966/67 verviel de weergave van het jaartal, het chassisnummer markeerde vanaf dat moment alleen nog het aantal. Omdat de totale productie op dat moment reeds de 100 stuks had overschreden, werd het chassisnummer opnieuw driecijferig. In 1981/82 werd het duizendste exemplaar geproduceerd, bij het einde van de productie in juni 1990 bereikten de laatste chassisnummers een becijfering rond de 1700. Het totale productieaantal bedroeg naar schatting 2000 tot 2200 stuks, waarvan de meeste inmiddels niet meer bestaan.

## Na het einde van de DDR
Na de Duitse eenwording was de toenmalige voorzitter van de directieraad van de caravanfabrikant Knaus Tabbert op reis in de nieuwe deelstaten van Duitsland, ontdekte een Dübener ei op een erf en kocht die. Enige tijd later presenteerde Tabbert de T@B, die uiterlijk grote gelijkenis vertoonde met het originele Dübener ei. Aanvankelijk was de T@B alleen in zilver leverbaar, later ook in wit, met verschillende "kleurenkits" en in verschillende varianten zoals offroad, verlengde uitvoering of speciale Amerikaanse modellen. 
Het tegenwoordig zeldzaam geworden origineel is af en toe nog te zien op oldtimerbijeenkomsten en in musea. 

## Fotogalerij

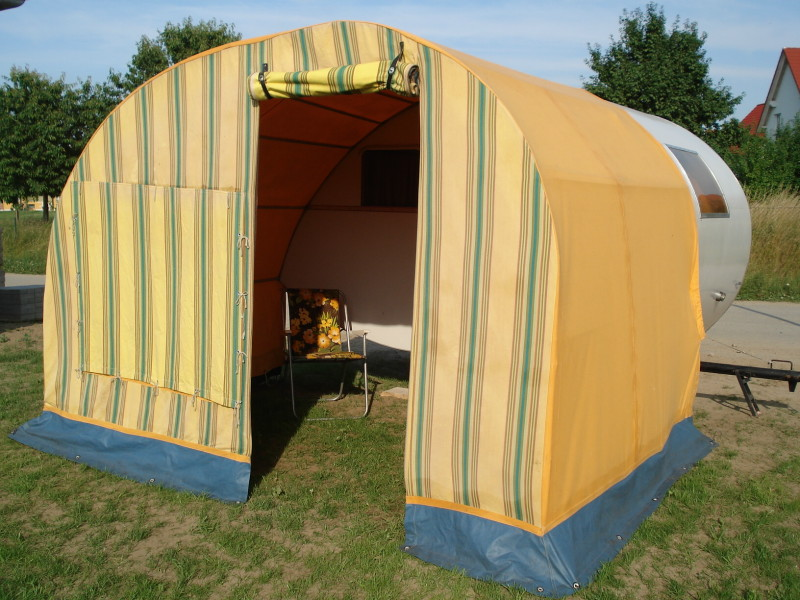
Würdig 301 (1975) met voortent
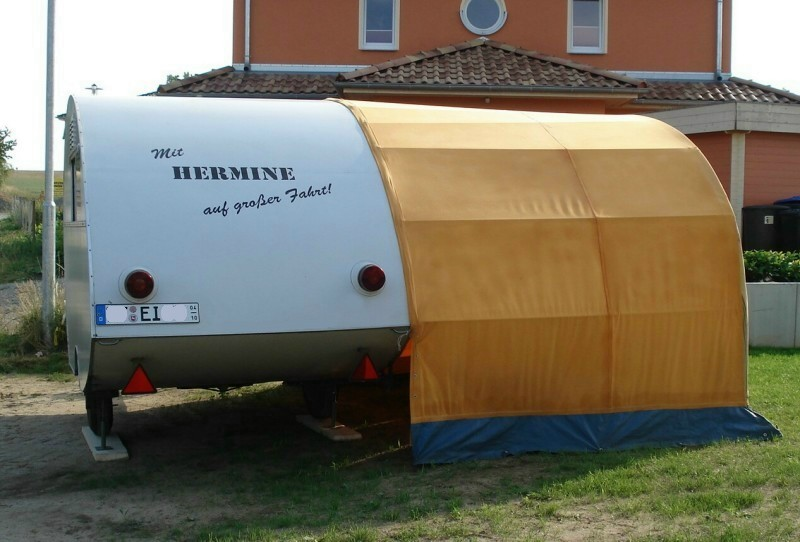
achterzijde (1975)
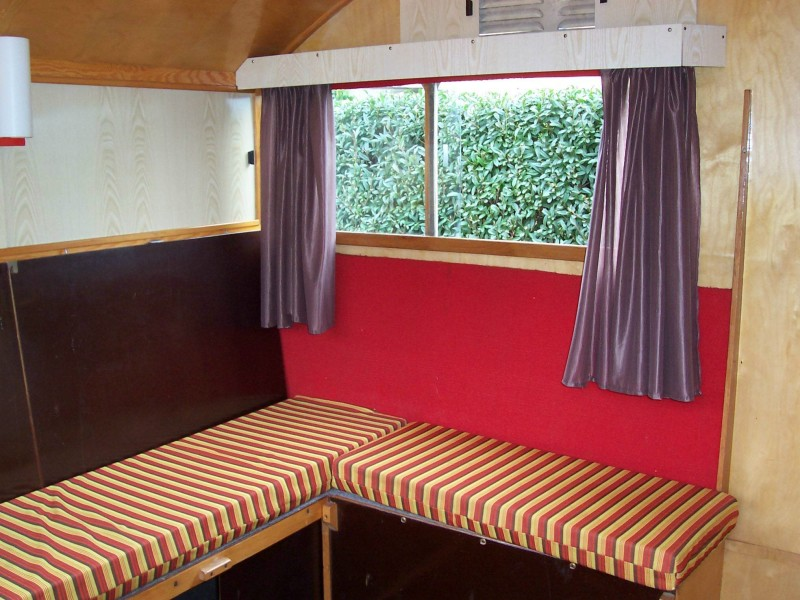
interieur (1975)
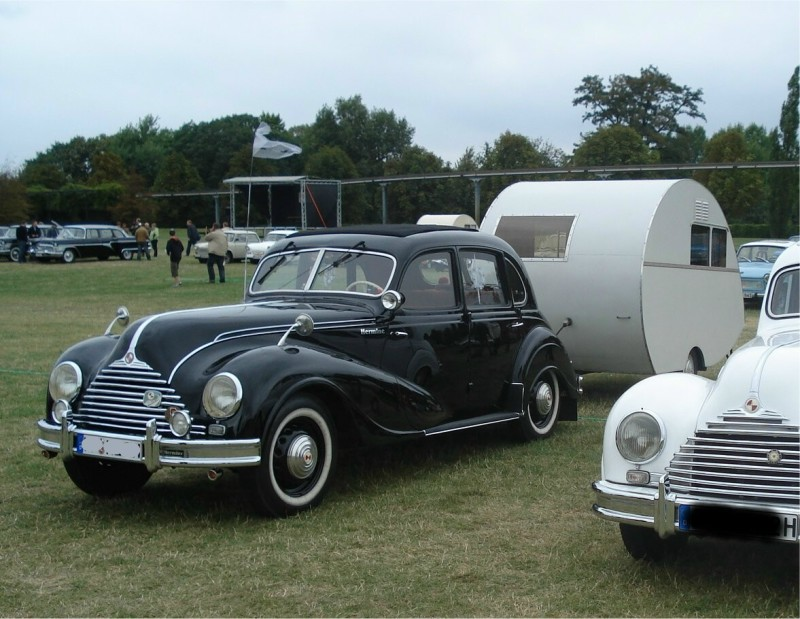
EMW 340/2 met Würdig 301
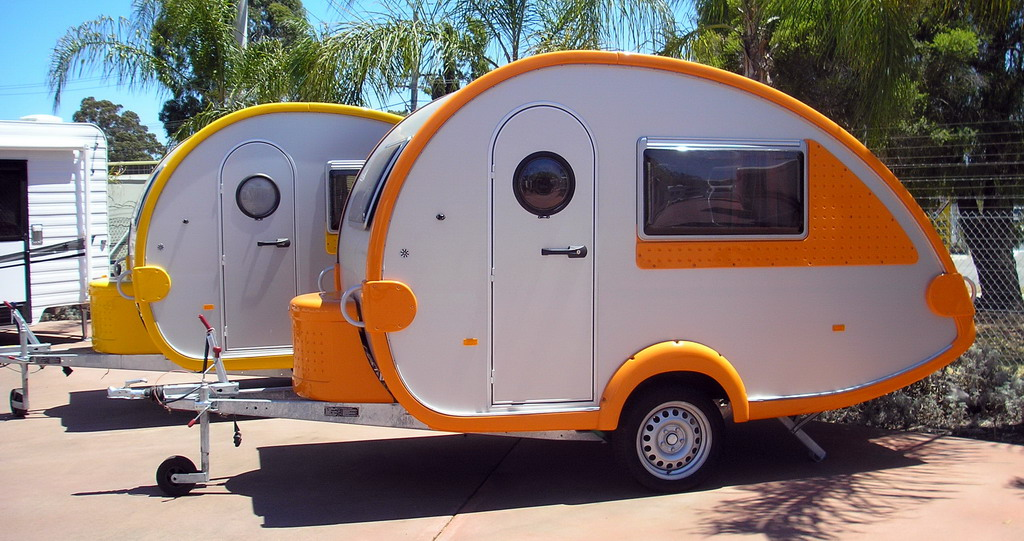
Tabbert T@B (2006)